# NGC 109
Az NGC 109 a Földtől nagyjából 240 millió fényévre található spirálgalaxis, az Andromeda csillagképben. Heinrich Louis d’Arrest fedezte fel 1861-ben és magnitúdója 13,7.